# Acidaliastis subbrunnescens
Acidaliastis subbrunnescens là một loài bướm đêm trong họ Geometridae.